# Fagersta (comuna)
Fagersta (em sueco: Fagersta kommun;  pronúncia) é uma comuna da Suécia localizada no condado de Västmanland. Sua capital é a cidade de Fagersta. Possui 269 quilômetros quadrados e segundo censo de 2022, havia 13 341 habitantes.
A comuna está situada na região mineira de Bergslagen. Hoje em dia, ainda tem várias empresas dedicadas ao fabrico de peças de aço. Dispõe de comunicações através das ferrovias Ludvika-Estocolmo e Avesta-Örebro, assim como das estradas nacionais 66 (Västerås-Noruega) e  68 (Örebro-Gävle). 

Fagersta
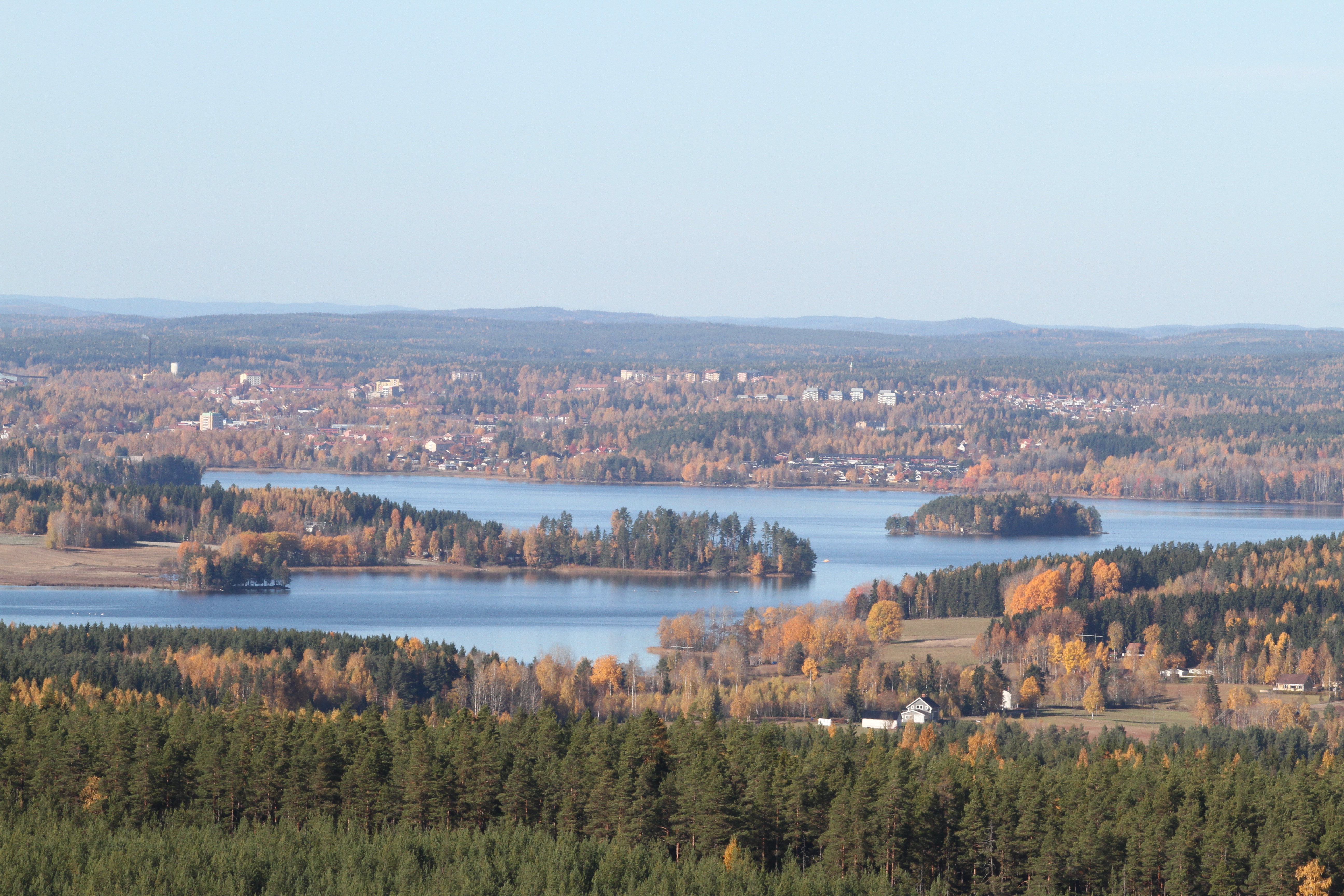
A cidade de Fagersta e o lago Stora Aspen
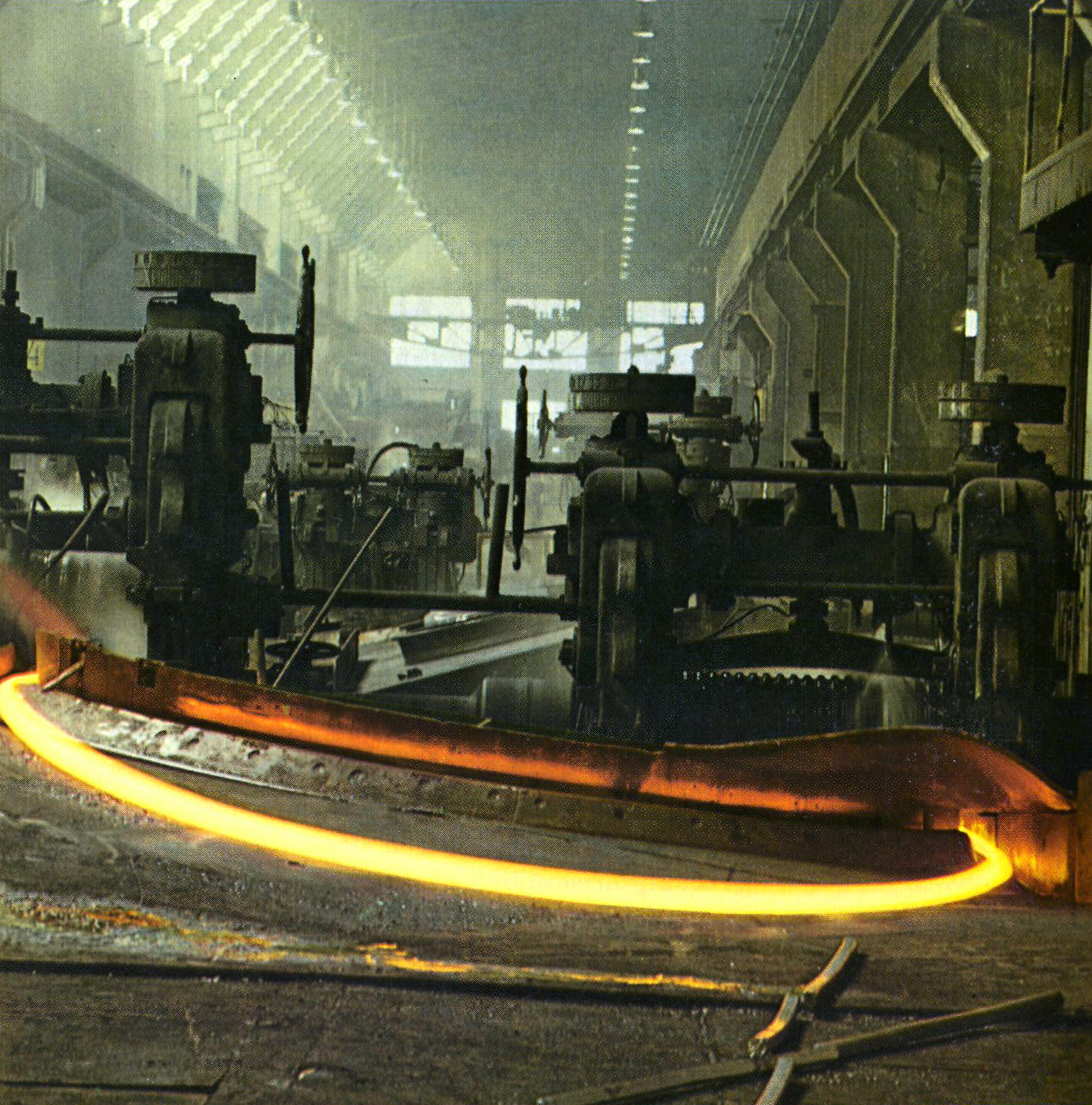
Antiga fábrica de arame